# Rock Solid: Absolutely Live
Rock Solid: Absolutely Live é o segundo álbum ao vivo da banda DeGarmo and Key, lançado em 1988.
O álbum faz uma releitura dos maiores sucessos da banda lançados entre 1983 a 1987.

## Faixas
1. "Casual Christian (Chorus)"
2. "Solid Rock"
3. "Ready Or Not"
4. "Soldier Of Fortune"
5. "Six, Six, Six"
6. "Don't Stop The Music"
7. "Holy Hustle"
8. "When The Son Begins To Reign"
9. "Are You Ready"
10. "Addey"
11. "Let The Whole World Sing"
12. "Alleluia, Christ Is Coming"
13. "Destined To Win"
14. "Solid Rock (Reprise Of Rock Solid)"